# Villalba de los Morales
Villalba de los Morales es una localidad de la provincia de Teruel, en la comunidad autónoma de Aragón (España), perteneciente al municipio de Caminreal. Está situado a 70 km de la capital.

## Historia
En el año 1248, por privilegio de Jaime I, este lugar se desliga de la dependencia de Daroca, pasando a formar parte de Sesma del Río Jiloca en la Comunidad de Aldeas de Daroca, que dependían directamente del rey, perdurando este régimen administrativo hasta la muerte de Fernando VII en 1833, siendo disuelta ya en 1838.

## Geografía humana

### Demografía
| Gráfica de evolución demográfica de Villalba de los Morales entre 1842 y 1970 |
| |
| Población de derecho según los censos de población del INE Población de hecho según los censos de población del INEEntre el censo de 1981 y el anterior, este municipio desaparece porque se integra en el municipio 44056 (Caminreal) |

## Lugares de interés
- Iglesia de San Bartolomé
- La Fuente